# Peter Frampton
Peter Kenneth Frampton (Beckenham, Inglaterra, 22 de abril de 1950) es un músico británico, conocido por su trabajo solista a mediados de los años 1970 y como uno de los miembros originales de la banda Humble Pie. Famoso por haber sido el compositor original del tema «Baby, I Love Your Way», así como de otros éxitos entre los cuales destacan «Do You Feel Like We Do» o «I'm In You», y por su doble directo como solista editado en 1976, Frampton Comes Alive!, considerado uno de los mejores y más vendidos discos en directo de la historia del rock.

## Biografía

### Inicios y Humble Pie
Peter Frampton nació el 22 de abril de 1950, en la ciudad británica de Beckenham, en el condado de Kent. Comienza a tocar la guitarra con siete años y a los diez forma su primera banda en la escuela, "The Little Ravens", con David Bowie, tocando temas de Buddy Holly. Sigue tocando en grupillos de colegio hasta que en 1966 conoce a Bill Wyman de los Rolling Stones, y este le empieza a representar como mánager. Desde 1966 hasta 1969 formó parte de la banda The Herd.
En 1969 ficha por Humble Pie con Steve Marriott. Tras cinco exitosos álbumes con esta banda, decide marcharse y formar su propia banda.

### Solista
Con la compañía A&M Records publica los primeros discos: Wind of Change, Frampton's Camel y Somethin's Happening. 
En 1975 llega al número 32 de las listas norteamericanas con Frampton y al año siguiente publica el multiplatino Frampton Comes Alive!, un doble directo grabado en San Francisco en 1976, del cual se vendieron dieciséis millones de copias. 
En 1976 colabora con Frankie Valli en el tema principal de la BSO de la película Grease. Su carrera musical continúa con otro LP con la colaboración de Ringo Starr y con el apoyo de la prestigiosa revista Rolling Stone.
En 1978 protagoniza, junto con los Bee Gees y una pléyade de músicos de primer orden (como Earth, Wind and Fire, Aerosmith o Alice Cooper), la película Sgt. Pepper's Lonely Hearts Club Band, inspirada en el álbum homónimo de The Beatles, y grabando varios temas en calidad de solista, como "The Long and Winding Road".
En 1987, hace con David Bowie y Carlos Alomar la gira Glass Spider World Tour. Tras dos años de gira, se muda a Los Ángeles. 
En 1990 vuelve a encontrarse con Steve Marriott, de Humble Pie, y vuelven a hacer algunos temas, pero Marriott muere en abril cuando se produce en su casa un incendio. En una entrevista a Frampton, este declara: "Trabajábamos juntos en un proyecto, no íbamos a resucitar a 'Humble Pie'. Grabamos tres temas, sentíamos que estábamos otra vez en el buen camino, pero todo ha cambiado repentinamente". 
En 1995 graba Frampton Comes Alive! II, secuela de su exitoso álbum en vivo de 1976.

### Nuevo Milenio

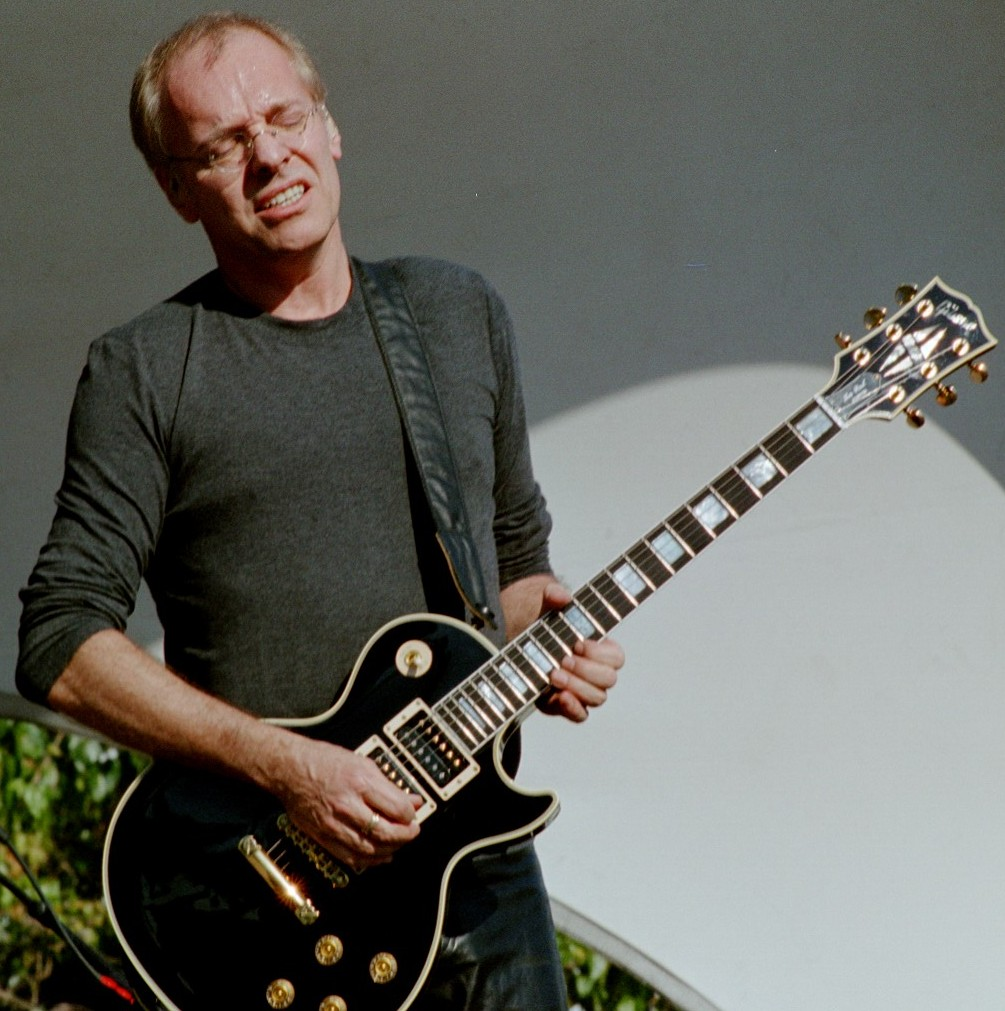
Peter Frampton en el 2006.

En 2003, Frampton lanzó el álbum Now y se embarcó en una gira con la banda Styx como soporte. 
El 12 de septiembre de 2006 lanzó un disco enteramente instrumental llamado Fingerprints. Su banda en ese momento consistía del baterista Shawn Fichter, el guitarrista Audley Freed, el bajista John Regan y el teclista Rob Arthur, y para la grabación del disco contó con las colaboraciones de bandas y artistas como Pearl Jam, Hank Marvin y el bajista Stanley Sheldon, miembro de su banda al momento de la grabación de Frampton Comes Alive! en 1976.
Thank You Mr. Churchill fue la nueva producción de Frampton publicada el 27 de abril de 2010, recibiendo reseñas generalmente positivas por parte de la crítica especializada. En el 2014 publicó el disco Hummingbird in a Box.
El 11 de junio de 2015, anunció su nuevo álbum de estudio: Acoustic Classics; publicando el 14 de enero de 2016 una versión de "Do You Feel Like I Do" como preámbulo.
En febrero de 2024 fue nominado al Salón de la Fama del Rock and Roll 2024.

## Discografía

### Álbumes
| Año  | Detalles                                                                                              | Posicionamiento en listas | Posicionamiento en listas | Posicionamiento en listas | Posicionamiento en listas | Posicionamiento en listas | Posicionamiento en listas | Certificación | Certificación | Certificación |
| Año  | Detalles                                                                                              | UK                        | CAN                       | ALE                       | NOR                       | SUE                       | EE. UU.                   | CAN           | UK            | EE. UU.       |
| ---- | --- | ------------------------- | ------------------------- | ------------------------- | ------------------------- | ------------------------- | ------------------------- | ------------- | ------------- | ------------- |
| 1972 | Wind of Change - Lanzamiento: 17 de agosto de 1972 - Sello: A&M Records                               | —                         | —                         | —                         | —                         | —                         | 177                       |               |               |               |
| 1973 | Frampton's Camel - Lanzamiento: 1973 - Sello: A&M Records                                             | —                         | —                         | —                         | —                         | —                         | 110                       |               |               |               |
| 1974 | Somethin's Happening - Lanzamiento: 1974 - Sello: A&M Records                                         | —                         | —                         | —                         | —                         | —                         | 125                       |               |               |               |
| 1975 | Frampton - Lanzamiento: 1975 - Sello: A&M Records                                                     | —                         | —                         | —                         | —                         | —                         | 32                        |               |               | Oro           |
| 1977 | I'm in You - Lanzamiento: junio de 1977 - Sello: A&M Records                                          | 19                        | 1                         | 37                        | 21                        | 33                        | 2                         | Platino       | Oro           | Platino       |
| 1979 | Where I Should Be - Lanzamiento: 30 de mayo de 1979 - Sello: A&M Records                              | —                         | 28                        | —                         | —                         | —                         | 19                        | Oro           |               | Oro           |
| 1981 | Breaking All the Rules - Lanzamiento: 14 de mayo de 1981 - Sello: A&M Records                         | —                         | 42                        | —                         | —                         | —                         | 43                        |               |               |               |
| 1982 | The Art of Control - Lanzamiento: 3 de agosto de 1982 - Sello: A&M Records                            | —                         | —                         | —                         | —                         | —                         | 174                       |               |               |               |
| 1986 | Premonition - Lanzamiento: 13 de enero de 1986 - Sello: Virgin Records                                | —                         | —                         | —                         | —                         | —                         | 80                        |               |               |               |
| 1989 | When All the Pieces Fit - Lanzamiento: 8 de enero de 1989 - Sello: Atlantic Records                   | —                         | —                         | —                         | —                         | —                         | 152                       |               |               |               |
| 1994 | Peter Frampton - Lanzamiento: 25 de enero de 1994 - Sello: Sony International                         | —                         | —                         | 89                        | —                         | —                         | —                         |               |               |               |
| 2003 | Now - Lanzamiento: 26 de agosto de 2003 - Sello: 33rd Street Records                                  | —                         | —                         | —                         | —                         | —                         | —                         |               |               |               |
| 2006 | Fingerprints - Lanzamiento: 12 de septiembre de 2006 - Sello: A&M Records                             | —                         | —                         | —                         | —                         | —                         | 129                       |               |               |               |
| 2010 | Thank You Mr. Churchill - Lanzamiento: 27 de abril de 2010 - Sello: New Door Records                  | —                         | —                         | —                         | —                         | —                         | 154                       |               |               |               |
| 2014 | Hummingbird in a Box: Songs for a Ballet - Lanzamiento: 27 de julio de 2014 - Sello: RED Distribution | —                         | —                         | —                         | —                         | —                         | —                         |               |               |               |
| 2016 | Acoustic Classics - Lanzamiento: 26 de febrero de 2016 - Sello: Phenix Phonograph                     | —                         | —                         | —                         | —                         | —                         | —                         |               |               |               |
| 2019 | All Blues - Lanzamiento: 7 de junio de 2019 - Sello: UMe                                              | —                         | —                         | —                         | —                         | —                         | —                         |               |               |               |

## En Vivo
| Año  | Detalles                                                                                                  | Posicionamiento en listas | Posicionamiento en listas | Posicionamiento en listas | Posicionamiento en listas | Posicionamiento en listas | Posicionamiento en listas | Certificación | Certificación | Certificación |
| Año  | Detalles                                                                                                  | UK                        | CAN                       | ALE                       | NOR                       | SUE                       | EE. UU.                   | CAN           | UK            | EE. UU.       |
| ---- | --- | ------------------------- | ------------------------- | ------------------------- | ------------------------- | ------------------------- | ------------------------- | ------------- | ------------- | ------------- |
| 1976 | Frampton Comes Alive! - Lanzamiento: 6 de enero de 1976 - Sello: A&M Records                              | 6                         | 1                         | 4                         | —                         | —                         | 1                         | Oro           | Oro           | 6× Platino    |
| 1995 | Frampton Comes Alive! II - Lanzamiento: 10 de octubre de 1995 - Sello: IRS Records                        | 121                       | —                         | —                         | —                         | —                         | —                         |               |               |               |
| 2000 | Live in Detroit - Lanzamiento: 16 de mayo de 2000 - Sello: CMC International                              | —                         | —                         | —                         | —                         | —                         | —                         |               |               |               |
| 2001 | Frampton Comes Alive!: 25th Anniversary Deluxe Edition - Lanzamiento: enero del 2001 - Sello: A&M Records | —                         | —                         | —                         | —                         | —                         | —                         |               |               |               |

### Sencillos
- "Jumpin' Jack Flash / Oh For Another Day". A&M (mayo de 1972)
- "It's A Plain Shame / Oh For Another Day". A&M (septiembre de 1972)
- "All Night Long / Don't Fade Away". A&M (mayo de 1973)
- "Which Way The Wind Blows / I Believe (When I Fall In Love It Will Be Forever)". A&M (julio de 1973)
- "Baby (Something's Happening) / I Wanna Go To The Sun". A&M (mayo de 1974)
- "Show Me The Way / The Crying Clown". A&M (junio de 1975)
- "Baby, I Love Your Way / (I'll Give You) Money". A&M (agosto de 1975)
- "(I'll Give You) Money / Nowhere's Too Far (For My Baby)". A&M (octubre de 1975)
- "Show Me The Way (en vivo) / Shine On (en vivo)". A&M (abril de 1976) - POP #6; UK #10
- "Baby, I Love Your Way (en vivo) / It's A Plain Shame (en vivo)". A&M (junio de 1976) - POP #12
- "Baby, I Love Your Way (en vivo) / (I'll Give You) Money (en vivo)". A&M (agosto de 1976) - UK #43
- "Do You Feel Like We Do (en vivo) / Penny For Your Thoughts (en vivo)". A&M (octubre de 1976) - POP #10; UK #39
- "I'm In You / St. Thomas (Don't You Know How I Feel)". A&M (julio de 1977) - POP #2; UK #41
- "Signed, Sealed, Delivered (I'm Yours) / Rocky's Hot Club". A&M (septiembre de 1977) - POP #18
- "Tried To Love / You Don't Have To Worry". A&M (diciembre de 1977) - POP #41
- "I Can't Stand It No More / Where Should I Be". A&M (mayo de 1979) - POP #14
- "I Can't Stand It No More / May I Baby". A&M (junio de 1979)
- "She Don't Reply / St. Thomas (Don't You Know How I Feel)". A&M (agosto de 1979)
- "Breaking All The Rules / Night Town". A&M (agosto de 1981) - ROK #12
- "Wasting The Night Away / You Kill Me". A&M (noviembre de 1981)
- "Sleepwalk / Theme From Nivram". A&M (agosto de 1982)
- "Lying / Into View". Atlantic (noviembre de 1985) - POP #74, ROK #4
- "Lying / You Know So Well". Virgin (diciembre de 1985)
- "All Eyes On You / So Far Away". Atlantic (febrero de 1986)
- "All Eyes On You / Into View". Virgin (abril de 1986)
- "Hiding From A Heartache / Into View". Atlantic (mayo de 1986)
- "Holding On To You / Give Me A Little Love That's Real". Atlantic (septiembre de 1989) - ROK #27

- "Day In The Sun". Relativity (enero de 1994) - ROK #9